# بطولة أوروبا لكرة الطائرة للرجال 1971
بطولة أوروبا لكرة الطائرة للرجال 1971 (بالإيطالية: Campionato europeo di pallavolo maschile 1971)‏ هو الموسم 8 من  بطولة أمم أوروبا للكرة الطائرة للرجال. أشرف على تنظيمه الاتحاد الأوروبي للكرة الطائرة، وكان عدد الأندية المشاركة فيه  22.